# Torre de la Espuela
La torre de la Espuela o torre del Caballero de la Espuela o torre de Cariñena, es uno de los torreones del recinto defensivo de la muralla de Daroca. Fue declarada monumento nacional junto con el resto del conjunto de fortificaciones de Daroca en resolución: 03/06/1931 Publicación: 04/06/1931. 

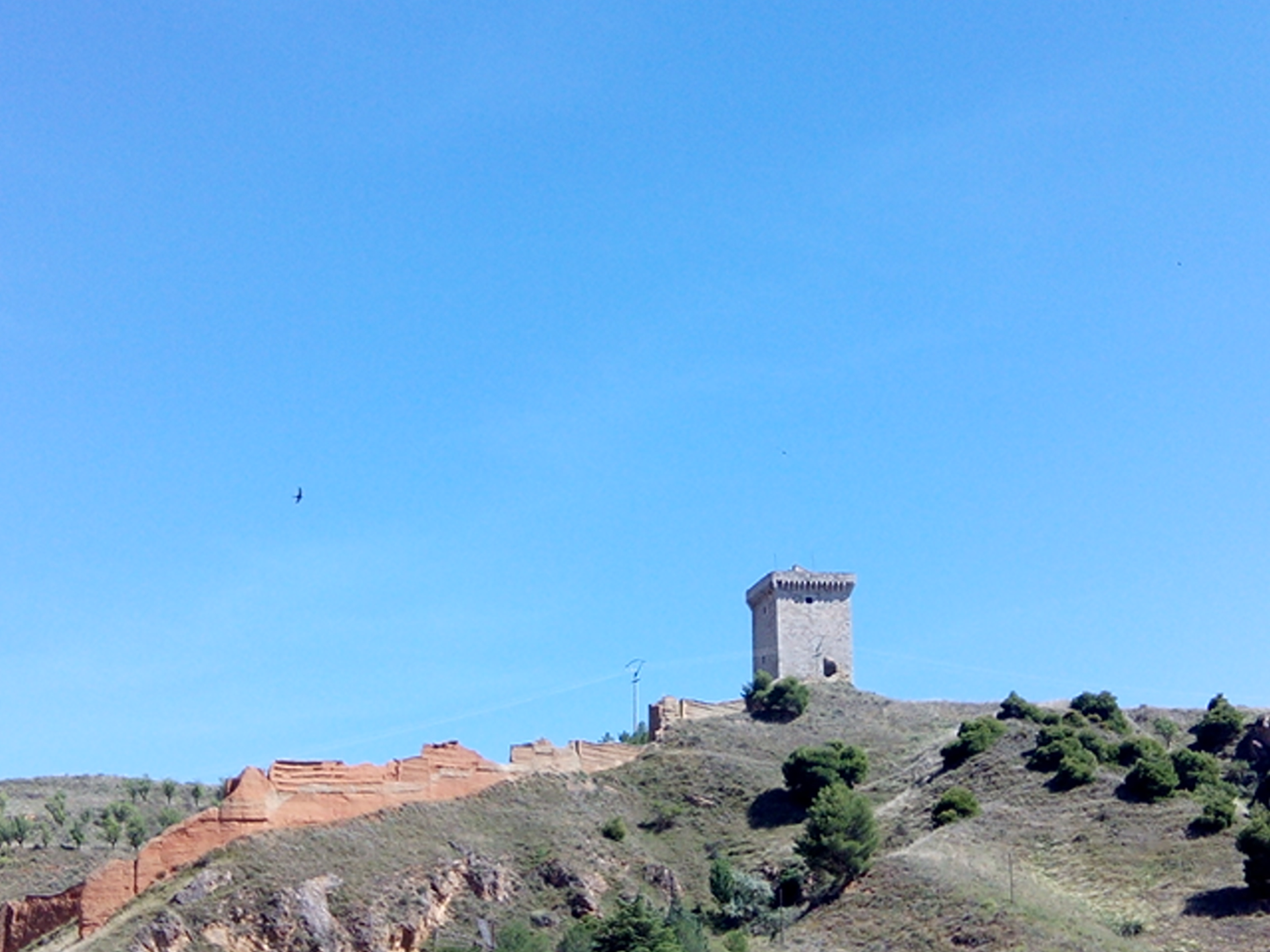
Torre de la Espuela en lo alto del Cerro de San Jorge

## Descripción
La torre de la Espuela se encuentra situada en lo alto de una loma, coronando el cerro de San Jorge.
Está construida en piedra sillar y es de planta rectangular midiendo 11,60 por 12,30 en su base, alcanzando una altura de unos 20 metros. 
Formaba parte del Castillo de San Jorge. Tanto la puerta de acceso como las ventanas, tienen arco de medio punto y está rematada por unos matacanes unidos por arcos semicirculares que sustentan un parapeto recto.
Interiormente se distribuye en dos plantas cubiertas con bóvedas de medio cañón. 
Durante la guerra de la Independencia, la artillería francesa la partió en dos, de arriba abajo.